# Hasanpaşa, Tefenni
Hasanpaşa là một thị trấn thuộc huyện Tefenni, tỉnh Burdur, Thổ Nhĩ Kỳ. Dân số thời điểm năm 2010 là 976 người.